# Wereldkampioenschappen kunstschaatsen 1951
De Wereldkampioenschappen kunstschaatsen 1951 werden gevormd door drie toernooien die door de Internationale Schaatsunie werden georganiseerd.
Voor de mannen was het de 42 editie, voor de vrouwen de 32 editie en voor de paren de 30e editie. De kampioenschappen vonden plaats van 23 tot en met 25 februari in Milaan, Italië. Milaan was voor de eerste keer gaststad, voor Italië gold dit als gastland.
Tot dit kampioenschap hadden drie personen met de Italiaanse nationaliteit deelgenomen aan een WK toernooi. In 1937 en 1938 nam het paar Anna Cattaneo en Ercole Cattaneo deel en in 1949 Carlo Fassi. Fassi was dit jaar de enige Italiaanse deelnemer.

## Deelname
Er namen deelnemers uit elf landen deel aan deze kampioenschappen. Zij vulden 46 startplaatsen in. Voor het eerst nam er een vertegenwoordiger uit Nederland deel, Alida Elisabeth Stoppelman (Lidy) nam deel in het vrouwentoernooi. Nederland was het 22e land waarvan ten minste een deelnemer aan een van de WK kampioenschappen deelnam.
Het was ook het eerste toernooi na de Tweede Wereldoorlog waaraan Duitsland en Japan weer mochten deelnemen. West-Duitsland vulde acht startplaatsen in, Japan twee.
(Tussen haakjes het totaal aantal startplaatsen in de drie toernooien.)
| Verenigde Staten (13) West-Duitsland (8) Verenigd Koninkrijk (7) Oostenrijk (4) | Zwitserland (4) Canada (3) Japan (2) Frankrijk (1) | Italië (1) Joegoslavië (1) Nederland (1) |

## Medailleverdeling
Bij de mannen prolongeerde Richard Button de wereldtitel, het was de vierde titel oprij. Het was zijn vijfde medaille, in 1947 won hij brons. De mannen op de plaatsen twee en drie, respectievelijk James Grogan en Helmut Seibt, veroverden hun eerste medaille.
Bij de vrouwen werd Jeannette Altwegg de tiende wereldkampioene. Ze was de vierde Britse die wereldkampioene werd, Madge Syers-Cave (1906, 1907), Cecilia Colledge (1937) en Megan Taylor (1938, 1939) gingen haar voor. Het was haar derde opeenvolgende medaille, in 1949 werd ze derde, in 1950 tweede. Jaqueline du Bief veroverde met de zilveren medaille de eerste medaille voor Frankrijk in het vrouwentoernooi. Sonya Klopfer veroverde met haar derde plaats ook haar eerste medaille.
Bij de paren veroverden Ria Baran / Paul Falk als veertiende paar de wereldtitel. Ze waren het derde Duitse paar die wereldkampioen werden, Anna Hübler / Heinrich Burger (1908, 1910) en Maxi Herber / Ernst Baier (1936-1939) gingen hun voor. Voor broer en zus Kennedy die op de tweede plaats eindigden was het hun vierde medaille, in 1947 en 1949 werden ze beide keren ook tweede en in 1950 werden ze wereldkampioen. Voor broer en zus Jennifer en John Nicks die de bronzen medaille wonnen was het hun tweede medaille, in 1950 werden ze tweede.
| Discipline | Goud                  | Zilver                        | Brons                       |
| ---------- | --------------------- | ----------------------------- | --------------------------- |
| Mannen     | Richard Button        | James Grogan                  | Helmut Seibt                |
| Vrouwen    | Jeannette Altwegg     | Jacqueline du Bief            | Sonya Klopfer               |
| Paren      | Ria Baran / Paul Falk | Karol Kennedy / Peter Kennedy | Jennifer Nicks / John Nicks |

## Uitslagen
| #      | naam (deelname)        | land                                  | pc |
| ------ | ---------------------- | ------------------------------------- | -- |
| Goud   | Richard Button (5)     | Vlag van Verenigde Staten (1912-1959) | 7  |
| Zilver | James Grogan (3)       | Vlag van Verenigde Staten (1912-1959) | 17 |
| Brons  | Helmut Seibt (4)       | Vlag van Oostenrijk                   | 22 |
| 4      | Hayes Alan Jenkins (3) | Vlag van Verenigde Staten (1912-1959) | 25 |
| 5      | Dudley Richards        | Vlag van Verenigde Staten (1912-1959) | 38 |
| 6      | Carlo Fassi (2)        | Vlag van Italië                       | 41 |
| 7      | Donald Laws            | Vlag van Verenigde Staten (1912-1959) | 48 |
| 8      | Michael Carrington (2) | Vlag van Verenigd Koninkrijk          | 54 |
| 9      | William Lewis          | Vlag van Canada 1921-1957             | 67 |
| 10     | Freimut Stein          | Vlag van Bondsrepubliek Duitsland     | 69 |
| 11     | Ryusuke Arisaka        | Vlag van Japan                        | 74 |

| #      | naam (deelname)            | land                                  | pc  |
| ------ | -------------------------- | ------------------------------------- | --- |
| Goud   | Jeannette Altwegg (5)      | Vlag van Verenigd Koninkrijk          | 8   |
| Zilver | Jacqueline du Bief (4)     | Vlag van Frankrijk                    | 14  |
| Brons  | Sonya Klopfer (2)          | Vlag van Verenigde Staten (1912-1959) | 23  |
| 4      | Suzanne Morrow (3)         | Vlag van Canada 1921-1957             | 29  |
| 5      | Barbara Wyatt (4)          | Vlag van Verenigd Koninkrijk          | 42  |
| 6      | Tenley Albright            | Vlag van Verenigde Staten (1912-1959) | 43  |
| 7      | Andra McLaughlin (3)       | Vlag van Verenigde Staten (1912-1959) | 47  |
| 8      | Margaret Anne Graham       | Vlag van Verenigde Staten (1912-1959) | 53  |
| 9      | Valda Osborn (3)           | Vlag van Verenigd Koninkrijk          | 56  |
| 10     | Gundi Busch                | Vlag van Bondsrepubliek Duitsland     | 83  |
| 11     | Frances Dorsey             | Vlag van Verenigde Staten (1912-1959) | 85  |
| 12     | Helga Dudzinski            | Vlag van Bondsrepubliek Duitsland     | 89  |
| 13     | Elizabeth Hiscock          | Vlag van Canada 1921-1957             | 89  |
| 14     | Erika Kraft                | Vlag van Bondsrepubliek Duitsland     | 87  |
| 15     | Susi Wirz                  | Vlag van Zwitserland                  | 94  |
| 16     | Lotte Schwenk              | Vlag van Oostenrijk                   | 116 |
| 17     | Jolande Jobin              | Vlag van Zwitserland                  | 118 |
| 18     | Ghislaine Kopf             | Vlag van Zwitserland                  | 129 |
| 19     | Yvonne Sugden              | Vlag van Verenigd Koninkrijk          | 131 |
| 20     | Inge Jell                  | Vlag van Bondsrepubliek Duitsland     | 141 |
| 21     | Etsuko Inada (2)           | Vlag van Japan                        | 144 |
| 22     | Alida Elisabeth Stoppelman | Vlag van Nederland                    | 150 |
| 23     | Grete Dunst                | Vlag van Oostenrijk                   | 161 |

| Er deden twaalf paren uit acht landen mee, waaronder acht debuterende. Austin Holt nam voor de derde keer deel aan een WK toernooi, in 1949 en 1950 nam hij deel bij de mannen. Voor Sylvia Palme was het haar tweede deelname bij de paren, in 1939 deed ze mee met Paul Schwab. \| # \| naam (deelname) \| land \| pc \| \| ------ \| --------------------------------------- \| ------------------------------------- \| ---- \| \| Goud \| Ria Baran Paul Falk \| Vlag van Bondsrepubliek Duitsland \| 10 \| \| Zilver \| Karol Kennedy (5) Peter Kennedy (5) \| Vlag van Verenigde Staten (1912-1959) \| 11.5 \| \| Brons \| Jennifer Nicks (4) John Nicks (4) \| Vlag van Verenigd Koninkrijk \| 20.5 \| \| 4 \| Elianne Steinemann (4) André Calame (4) \| Vlag van Zwitserland \| 35 \| \| 5 \| Inge Minor Hermann Braun \| Vlag van Bondsrepubliek Duitsland \| 40 \| \| 6 \| Marlies Schrör Hans Schwarz \| Vlag van Bondsrepubliek Duitsland \| 45 \| \| 7 \| Silvia Grandjean Michel Grandjean \| Vlag van Zwitserland \| 50 \| \| 8 \| Janet Gerhauser John Nightingale \| Vlag van Verenigde Staten (1912-1959) \| 53 \| \| 9 \| Sylvia Palme (2) Marco Lajovic \| Vlag van Joegoslavië (1943-1992) \| 65 \| \| 10 \| Elli Staerck (3) Harry Gareis (3) \| Vlag van Oostenrijk \| 65 \| \| 11 \| Anne Holt Austin Holt (3) \| Vlag van Verenigde Staten (1912-1959) \| 68 \| \| 12 \| Elizabeth Williams John McCann \| Vlag van Verenigd Koninkrijk \| 83 \| |                                         |                                       |      |
| # | naam (deelname)                         | land                                  | pc   |
| Goud | Ria Baran Paul Falk                     | Vlag van Bondsrepubliek Duitsland     | 10   |
| Zilver | Karol Kennedy (5) Peter Kennedy (5)     | Vlag van Verenigde Staten (1912-1959) | 11.5 |
| Brons | Jennifer Nicks (4) John Nicks (4)       | Vlag van Verenigd Koninkrijk          | 20.5 |
| 4 | Elianne Steinemann (4) André Calame (4) | Vlag van Zwitserland                  | 35   |
| 5 | Inge Minor Hermann Braun                | Vlag van Bondsrepubliek Duitsland     | 40   |
| 6 | Marlies Schrör Hans Schwarz             | Vlag van Bondsrepubliek Duitsland     | 45   |
| 7 | Silvia Grandjean Michel Grandjean       | Vlag van Zwitserland                  | 50   |
| 8 | Janet Gerhauser John Nightingale        | Vlag van Verenigde Staten (1912-1959) | 53   |
| 9 | Sylvia Palme (2) Marco Lajovic          | Vlag van Joegoslavië (1943-1992)      | 65   |
| 10 | Elli Staerck (3) Harry Gareis (3)       | Vlag van Oostenrijk                   | 65   |
| 11 | Anne Holt Austin Holt (3)               | Vlag van Verenigde Staten (1912-1959) | 68   |
| 12 | Elizabeth Williams John McCann          | Vlag van Verenigd Koninkrijk          | 83   |

Medaillewinnaars

Mannen · 
Vrouwen ·
Paren · 
IJsdansen

 Toernooi

1896 · 
1897 · 
1898 · 
1899 · 
1900 · 
1901 · 
1902 · 
1903 · 
1904 · 
1905 · 
1906 · 
1907 · 
1908 · 
1909 · 
1910 · 
1911 · 
1912 · 
1913 · 
1914 · 
1915-1921 · 
1922 · 
1923 · 
1924 · 
1925 · 
1926 · 
1927 · 
1928 · 
1929 · 
1930 · 
1931 · 
1932 · 
1933 · 
1934 · 
1935 · 
1936 · 
1937 · 
1938 · 
1939 ·
1940-1946 · 
1947 · 
1948 · 
1949 · 
1950 · 
1951 · 
1952 · 
1953 · 
1954 · 
1955 · 
1956 · 
1957 · 
1958 · 
1959 · 
1960 · 
1961 · 
1962 · 
1963 · 
1964 · 
1965 · 
1966 · 
1967 · 
1968 · 
1969 · 
1970 · 
1971 · 
1972 · 
1973 · 
1974 · 
1975 · 
1976 · 
1977 · 
1978 · 
1979 · 
1980 · 
1981 · 
1982 · 
1983 · 
1984 · 
1985 · 
1986 · 
1987 · 
1988 · 
1989 · 
1990 · 
1991 · 
1992 · 
1993 · 
1994 · 
1995 ·
1996 · 
1997 · 
1998 · 
1999 · 
2000 · 
2001 · 
2002 · 
2003 · 
2004 · 
2005 · 
2006 ·
2007 ·
2008 ·
2009 ·
2010 ·
2011 ·
2012 ·
2013 ·
2014 ·
2015 ·
2016 ·
2017 ·
2018 ·
2019 · 
2020 · 
2021 ·
2022 ·
2023 ·
2024

 ISU-kampioenschappen

WK kunstschaatsen junioren ·
EK kunstschaatsen ·
Viercontinentenkampioenschap ·
Olympische Spelen